# Meggie Cleary
Meggie Cleary je glavni lik iz knjige Ptice umiru pjevajući, 1977 best-selling novele autorice Colleen McCullough. 1983 u mini seriji glumila ju je Rachel Ward.
Meggie je još kao mala počela osjećati ljubav prema svećeniku Father Ralph de Briccasartu. Pokušavala ga je zaboraviti ali uzalud. U međuvremenu se udala za Luke O'Neala te s njim dobila kćerku Justine O'Neil kojoj nije poklanjala toliko pažnje kao prema Daneu O'Neilu kojeg je dobila s Father Ralphom de Briccasartom dok je bila na otoku Matlock prije nego što će otići od Lukea O'Neila.